# Мальтер, Лео Исаакович
Лео Исаакович Мальтер (29 октября 1903 года, Станислав — 25 марта 1972 года, Москва) — советский композитор.

## Биография
В 1932 году окончил Венскую консерваторию по классу дирижирования Р. Нильюса. В том же году вернулся в СССР. В 1936 окончил Комвуз имени Ю. Мархлевского, учебное заведение Коминтерна, работавшее в 1922—1936 годах и готовившее партийных, комсомольских и профсоюзных работников различных национальностей. С 1932 года являлся редактором Государственного музыкального издательства.
В годы Великой Отечественной войны композитор Мальтер был преподавателем Ленинградской консерватории, которую эвакуировали в Ташкент. Жизнь в Ташкенте, знакомство с узбекским народом и его культурой наложило отпечаток на творчество композитора. Это выразилось в написании таких произведений, как «Узбекская сюита», «Поэма о Фархаде», «Музыкальные картинки Средней Азии», «Узбекский марш».
По окончании войны Лео Исаакович пишет «Танцевальную сюиту». В 1954 году написал «Покорители целины». «Гимн Октябрю мы поём» написан в 1957 году в честь сорокалетия Октябрьской революции. В 1960-е Лео Исаакович написал вальс «Листопад», «Вальс-каприс», Рондо для скрипки и фортепиано, 24 пьесы для струнного оркестра, 24 произведения для детского хора и др. После войны возобновил работу в Музгизе, а с 1954 по 1956 годы являлся редактором Музфонда СССР.
Мальтер является соавтором «Школы коллективной игры для духовых оркестров художественной самодеятельности». Он ратовал за популяризацию музыки, возможность заниматься ею тем, у кого есть способности, но нет возможности получить образование. Также написал «Таблицы по инструментоведению».
Умер 25 марта 1972 года в Москве.